# Prior Lake
Prior Lake és una població dels Estats Units a l'estat de Minnesota. Segons el cens del 2007 tenia 19.319 habitants.

## Demografia
Segons el cens del 2000, Prior Lake tenia 15.917 habitants, 5.645 habitatges, i 4.386 famílies. La densitat de població era de 454,9 habitants per km².
Dels 5.645 habitatges en un 44,2% hi vivien nens de menys de 18 anys, en un 66,3% hi vivien parelles casades, en un 7,6% dones solteres, i en un 22,3% no eren unitats familiars. En el 15,6% dels habitatges hi vivien persones soles el 3,5% de les quals corresponia a persones de 65 anys o més que vivien soles. El nombre mitjà de persones vivint en cada habitatge era de 2,82 i el nombre mitjà de persones que vivien en cada família era de 3,17.
Per edats la població es repartia de la següent manera: un 30,3% tenia menys de 18 anys, un 6,4% entre 18 i 24, un 37,7% entre 25 i 44, un 20,7% de 45 a 60 i un 4,9% 65 anys o més.
L'edat mediana era de 33 anys. Per cada 100 dones de 18 o més anys hi havia 102,1 homes.
La renda mediana per habitatge era de 75.363$ i la renda mediana per família de 81.011$. Els homes tenien una renda mediana de 52.061$ mentre que les dones 34.837$. La renda per capita de la població era de 32.089$. Entorn de l'1,7% de les famílies i el 3,6% de la població estaven per davall del llindar de pobresa.

## Poblacions més properes
El següent diagrama mostra les poblacions més properes.